# Arte das Astúrias

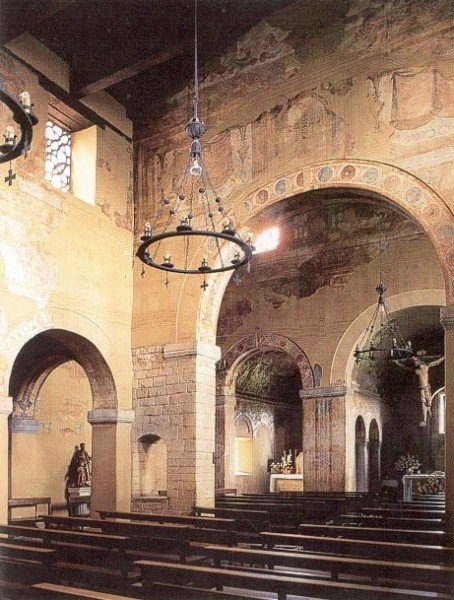
San Julián de los Prados

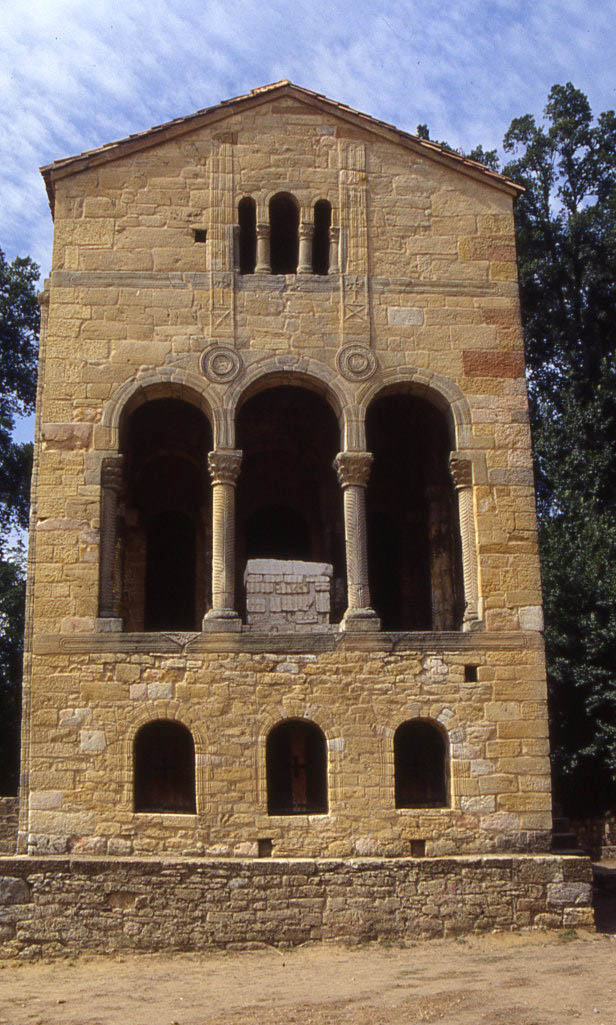
Igreja de Santa María del Naranco

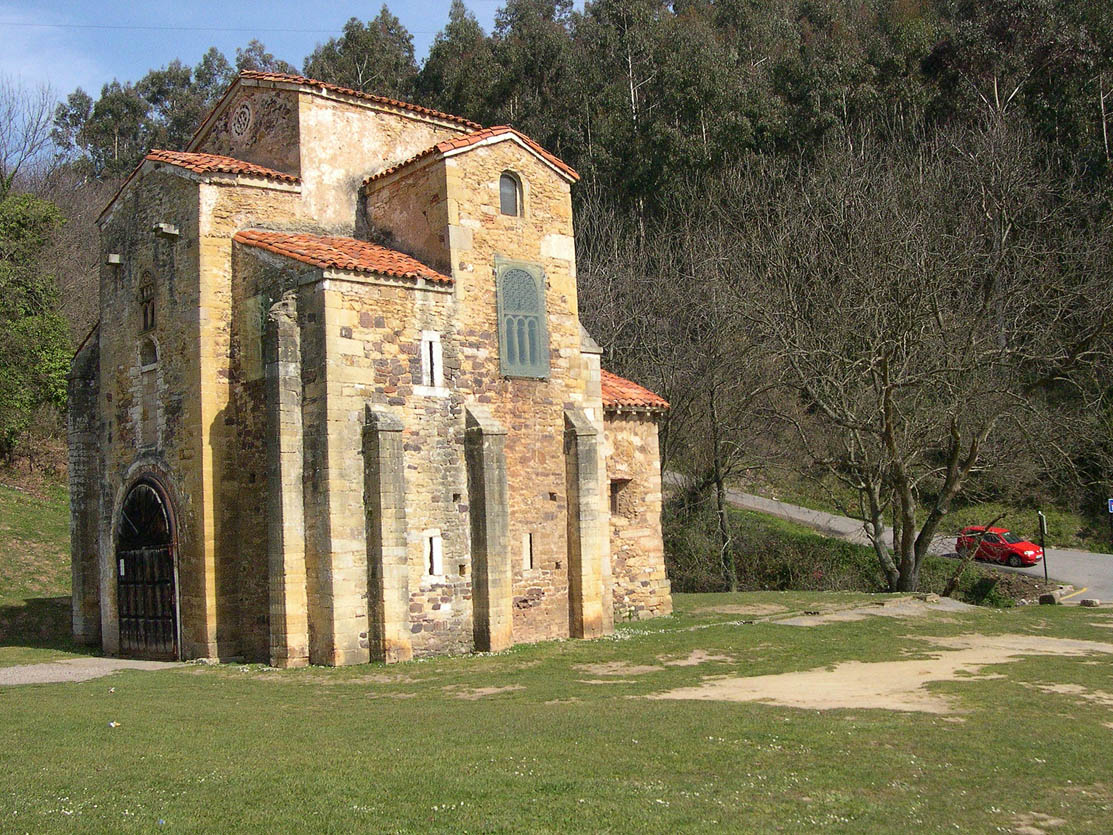
San Miguel de Lillo

O pré-românico asturiano é uma arte englobada dentro do pré-românico e que se localiza na Península Ibérica adjacente ao Mar Cantábrico, livre da ocupação muçulmana no final do século VIII (depois da derrota de Guadalete e posterior invasão sarracena e até começos do século X, em que é absorvida pela arte românica vinda de França.
Os monumentos de arte pré-românica nas Astúrias são expoentes da pequena civilização que se ia forjando na região cantábrica. Neste sentido, a arte asturiana é, junto com a catalã, uma das principais referências do pré-românico na Espanha; se bem que, nesta última, as influências lombardas são evidentes, na arte pré-românica asturiana faz-se sentir, sobretudo, a influência carolíngia.

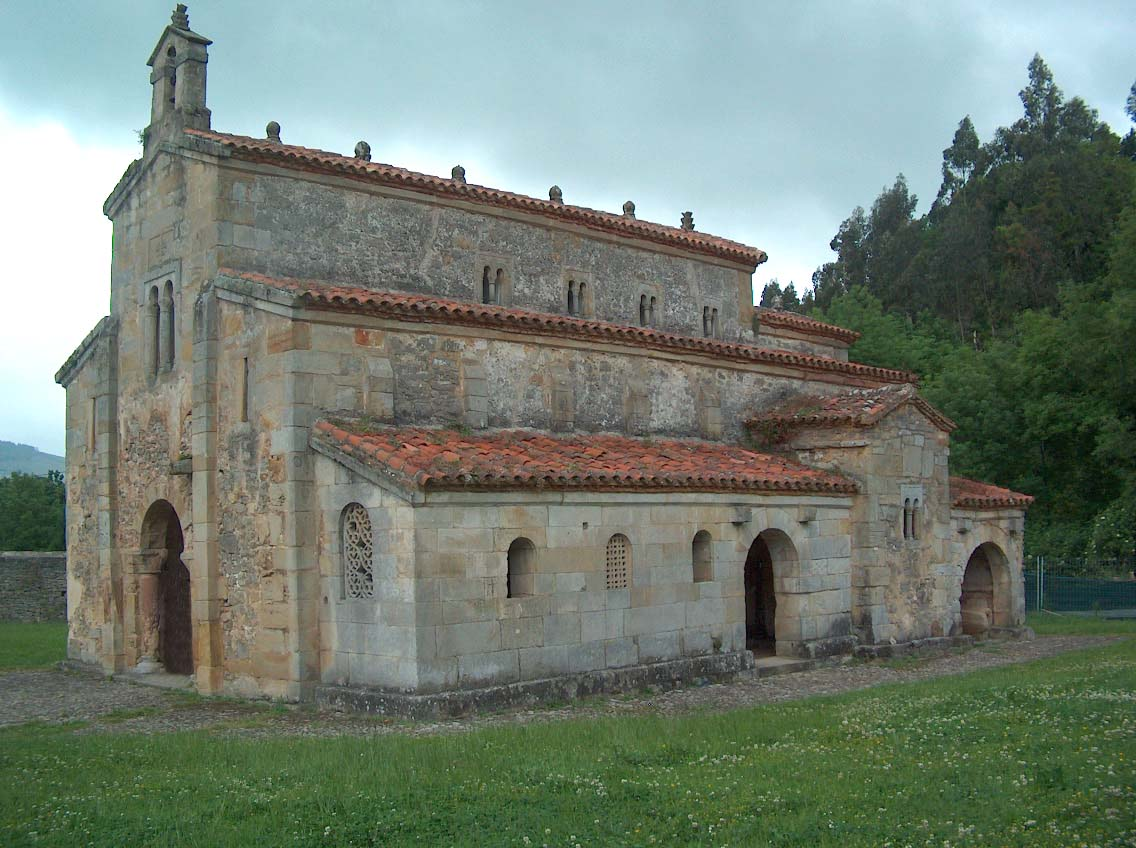
Imagem de San Salvador de Valdediós.

A natureza frondosa e a distância do mundo dos homens faziam dos vales asturianos um lugar ideal para o recolhimento, a oração, e o encontro com o divino. A proliferação de topónimos como Valdediós ou Ribera Sacra faz referência àqueles tempos em que comarcas inteiras foram colonizadas por mosteiros.
No entanto, apesar de que, tradicionalmente, se fossem acentuando os vínculos entre o estilo asturiano e o visigótico, alguns autores não deixam de salientar o facto de que provavelmente boa parte das suas características derivem da arte romana e paleocristã dos quais existem alguns expoentes em território asturiano. Também há certas influências autóctones, puramente ástures e, neste sentido, nalguns monumentos pré-românicos, como San Miguel de Lillo, podem observar-se medalhões onde surgem gravados motivos pagãos como a hexapétala ou  a espiral solar, que ainda hoje se empregam para decorar os espigueiros asturianos.
A arte pré-românica asturiana pode estruturar-se no seguintes períodos:
- Pré-ramirense (meados do século VIII-842), no qual se inserem tanto as igrejas construídas pelo rei Silo em Pravia como os monumentos construídos por Afonso II ao redor da sua corte em Oviedo, entre os que se destacavam a catedral pré-românica de San Salvador — entretanto substituída pela actual gótica (construída no século XIV) —, o Palácio Real, que se foi deteriorando e do qual apenas se conservam a capela palatina (actual Câmara Santa) e algumas arcadas que hoje em dia se encontram integradas na Igreja de Santo Tirso;
- Ramirense, que recebe o seu nome do rei Ramiro I, sob cujo reinado se construíram os principais monumentos pertencentes à arte asturiana, como Santa María del Naranco e San Miguel de Lillo;
- Pós-ramirense, que abarca todas as construções realizadas durante os reinados de Ordonho II e Afonso III, o Grande, como San Salvador de Valedediós.

Em conjunto com todas estas obras arquitectónicas, desenvolveram-se no Reino das Astúrias a ourivesaria refinada, cujos expoentes mais conhecidos são a Cruz dos Anjos, a Cruz da Vitória e a Caixa das Ágatas.

## Lista de obras pré-românicas das Astúrias

### Arquitectura
- Igreja de Santullano o San Julián de los Prados(Oviedo)
- Igreja de San Tirso (Oviedo)
- Fonte de Foncalada (Oviedo)
- Igreja de Santa María del Naranco (Oviedo)
- San Miguel de Lillo (Oviedo)
- Cámara Santa de Oviedo que se divide em:

Cripta de Santa Leocadia, da catedral de Oviedo
Capilla de San Miguel, na catedral de Oviedo
- Torre velha de San Salvador de Oviedo
- Santa María de Bendones (Oviedo)
- San Pedro de Nora (Las Regueras)
- Santo Adriano de Tuñón (Santo Adriano)
- Santa Cristina de Lena (Lena)
- Santa María de Arzabal (Villaviciosa)
- San Salvador de Valdediós (Villaviciosa)
- San Salvador de Priesca (Villaviciosa)
- Santiago de Gobiendes (Colunga)
- Santianes de Pravia (Pravia)
- Monasterio de Santa María la Real (Obona) (Tineo)

### Restos arquitectónicos e escultóricos dispersos
- San Andrés de Bedriñana (Villaviciosa)
- San Martin de Argüelles (Siero)
- San Miguel de Villardeveyo (Llanera)
- Santa Eulalia de Morcín (Morcín)
- San Martín de Laspra (Castrillón)
- San Cipriano de Pillarno (Castrillón)
- San Lorenzo de Cortina (Avilés)
- Igreja de San Francisco (Avilés) (Avilés)
- Santiago de Sariego (Sariego)
- San Román de Sariego (Sariego)
- Santo Tomé de Priandi (Nava)
- Capilla del cementerio de Nava (Nava)
- San Bartolomé de Puelles (Villaviciosa)
- San Martín de Villaviciosa (Villaviciosa)
- San Martín de Salas (Salas)
- San Miguel de Bárcena (Tineo)
- San Pedro de Ese de Calleras (Tineo)
- Tablero de cancel Prerrománico (Candamo)

### Outros
- Cruz de los Ángeles (Oviedo)
- Cruz de la Victoria (Oviedo)
- Caja de las Ágatas (Oviedo)

## UNESCO
Em 1985, a arte das Astúrias representado pelos monumentos de Oviedo e do Reino das Astúrias foi incluída na lista de Patrimônio Mundial da UNESCO.